# Robert Christgau

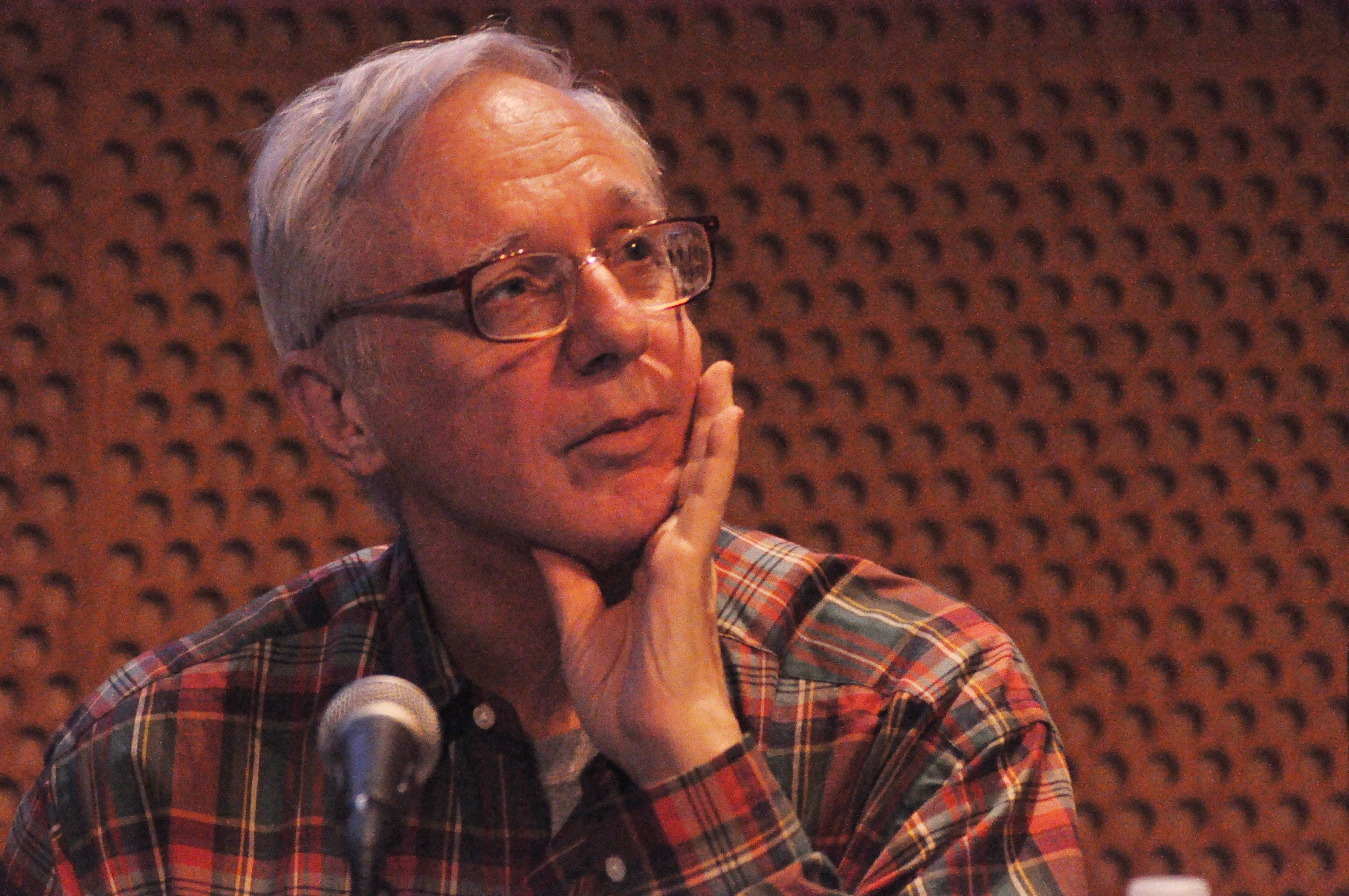
Robert Christgau 2010 bei der Pop Conference in Seattle

Robert Christgau (* 18. April 1942) ist ein US-amerikanischer Essayist und Musikjournalist. Christgau ist einer der ersten professionellen Rockmusik-Kritiker und für seine kurzen, prägnanten Kritiken bekannt. Er bezeichnete sich selbst als „Dean of American Rock Critics“ („Doyen der amerikanischen Rockkritiker“).

## Leben
Robert Christgau wuchs in New York City auf und wurde Rock-’n’-Roll-Fan. Er besuchte das Dartmouth College und schloss 1962 mit einem Bachelor of Arts in Englisch ab. Während der College-Zeit beschäftigte er sich auch mit Jazz, kehrte aber nach dem Studium zum Rock zurück.
Er schrieb zunächst Kurzgeschichten, wurde dann Sportjournalist und Reporter für den Newark Star-Ledger. 1967 übernahm er die Musikkolumne in der Zeitschrift Esquire. Christgaus Kritiken wurden dann seit 1969 in seinem Consumer Guide (etwa: Verbraucherhinweise) veröffentlicht, u. a. in The Village Voice. Er war auch 37 Jahre lang Herausgeber von The Village Voice. Zudem brachte er die jährliche Pazz-&-Jop-Umfrage heraus.
Seit 1972 arbeitete er in Vollzeit als Musikkritiker für Newsday, um 1974 als Musikchef zu The Village Voice zurückzukehren. Er blieb dort bis zum August 2006, als er nach der Übernahme des Blattes durch New Times Media entlassen wurde. Zwei Monate später wechselte er zum Rolling Stone, wo ihm aber Ende 2007 ebenfalls gekündigt wurde, er noch drei Monate weiter tätig war. Seit der Ausgabe März 2008 war er für die Zeitschrift Blender tätig, bis diese im März 2009 ihr Erscheinen einstellte. Daneben schrieb Christgau gelegentlich für den Playboy, das Spin-Magazin und die Zeitschrift Creem.
Robert Christgau lehrte während dessen Gründungsjahren am California Institute of the Arts. 2005 hatte er eine Assistenzprofessur am Clive-Davis-Department of Recorded Music an der New York University inne.

### Consumer Guide
Christgaus Kolumnen erschienen seit 1969 mit dem Titel Consumer Guide in The Village Voice, eine kurze Zeit lang auch in Newsday. Die Reviews waren etwa 18 bis 20 Zeilen lang. Christgau vergab dabei die Schulnoten von A+ (1+) bis E-. 1990 änderte er das Format, es wurden nun sechs bis acht Reviews von Upper-B+ oder höher benoteten Alben herausgebracht. Es gab eine Dud of the Month (Niete des Monats), die B oder darunter bekam sowie drei Listen: Honorable Mention (ehrenvolle Erwähnung) (B+-Alben, die keinen vollen Review bekamen), Choice Cuts (ausgewählte Stücke) (exzellente Lieder auf nicht empfohlenen Alben) und Nieten.

## Schriften
- Any Old Way You Choose It. Penguin Books, Baltimore (Maryland) 1973.
- Rock Albums of the 70s. A Critical Guide. Da Capo Press, New York City 1981, ISBN 0-306-80409-3.